# Microula involucriformis
Microula involucriformis är en strävbladig växtart som beskrevs av Wen Tsai Wang. Microula involucriformis ingår i släktet Microula och familjen strävbladiga växter. Inga underarter finns listade i Catalogue of Life.